# Hollán Viktor
Kislődi Hollán Viktor, Hollán Viktor Miklós Sándor (Szombathely, 1840. június 13. – Raszlavica, Sáros vármegye, 1879. május 5.) országgyűlési képviselő.

## Családja
Édesapja Hollán Adolf orvos, Vas vármegye fősebésze, édesanyja Pingiczer Jozefina, testvére id. Hollán Sándor államtitkár. Neje Hedry Zsófia, aki 1868. június 9-én kötött házasságot a pest-belvárosi plébánián.

## Pályafutása
Ifjúkorában tagja volt az olaszországi magyar légiónak, majd állami szolgálatba lépett. 1868-ban miniszteri fogalmazóból miniszteri titkárrá nevezték ki. A királyi táblánál tanácsjegyzőként, később királyi törvényszéki bíróként tevékenykedett. A Szabadelvű Párt képviselőjelöltje volt Sáros vármegye bártfai kerületében. Miután egészsége megromlott, visszavonult, s családja körében gazdálkodott Raszlavicán. 1879-ben hunyt el 36 éves korában, a halotti anyakönyv szerint főbelőtte magát.
Naplójának részleteit az Ország Tükre közölte. (1863. 19., 20. sz. A halottak városa.)